# Margarinotus bickhardti
Margarinotus bickhardti är en skalbaggsart som först beskrevs av Edmund Reitter 1910.  Margarinotus bickhardti ingår i släktet Margarinotus och familjen stumpbaggar. Inga underarter finns listade i Catalogue of Life.